# Juan Carlos Cucalón
Juan Carlos Cucalón (Guayaquil, 1963) es un escritor y dramaturgo ecuatoriano.

## Trayectoria literaria
Realizó estudios superiores de arquitectura y diseño, pero el empezar a escribir ensayos sobre arte lo empujó a entrar a la literatura. Entre sus maestros estuvieron Huilo Ruales, Miguel Donoso Pareja, Augusto Monterroso e Hisako Nakamura. Muchos de sus textos han aparecidos en antologías y revistas, entre las que se cuentan Soho y Diners.
En 2007 obtuvo el primer lugar en la Bienal de Cuento Pablo Palacio con su relato Miedo a U2.
Su libro de cuentos Surcos obtusos ganó la edición del 2009 del Concurso Nacional de Literatura Luis Félix López, en el género cuento. El jurado, conformado por Gilda Holst, Alicia Ortega Caicedo y Cecilia Vera, aseveró en su decisión que el libro reúne "un conjunto de relatos muy bien estructurados, con excelente manejo del lenguaje, del humor y de las tensiones narrativas", además de mostrar "una agilidad anecdótica y cierta originalidad en cuanto a la conformación de los personajes y la temática". Entre las temáticas del libro están el homoerotismo y las masculinidades en América Latina.
En 2010 estrenó su obra teatral Exododedosexos, cuya trama sigue a dos mujeres transgénero llamadas Malva Malabar y Simoné Bernardette que se preparan para montar en escena una obra de Tenesse Williams.
Juan Carlos Cucalón es abiertamente homosexual y a lo largo de su carrera ha publicado muchos relatos con personajes pertenecientes a la diversidad sexual, entre los que destacan cuentos como La niña Tulita.